# Corn Palace
The Mitchell Corn Palace en français : « Le Palais du maïs de Mitchell » est un complexe polyvalent situé dans la ville de Mitchell, dans l’État du Dakota du Sud, aux États-Unis.
Le Corn Palace faisait autrefois partie d'une série de grain palaces en français : « palais de la céréale » construits dans diverses villes du centre des États-Unis au XIXe siècle afin de promouvoir les terres agricoles des États comme l'Iowa ou le Dakota du Sud et d'attirer des colons. Ces palais hébergeaient chaque année un festival célébrant les récoltes et étaient décorés de motifs ou de mosaïques fabriqués à partir de céréales ou de maïs. Le Corn Palace de Mitchell, à la suite de la disparition des autres grain palaces au XXe siècle, est devenu l'unique bâtiment de ce genre aux États-Unis.
C'est ainsi qu'aujourd'hui le Mitchell Corn Palace est une destination touristique très prisée dans le Dakota du Sud : chaque année, près de 500 000 personnes s'y rendent afin de profiter des nombreux divertissements qu'offre le palais. 
Le Corn Palace organise chaque année divers festivals et ses décorations sont fréquemment changées selon un thème annuel par des artistes locaux. Le palais accueille de nombreuses personnalités populaires qui divertissent un vaste public et il présente de multiples attractions. Personnalités de la télévision, hommes politiques, chanteurs, danseurs et acteurs sont souvent reçus au Corn Palace qui joue ainsi un rôle important dans la culture, l'économie, l'histoire et la politique du Dakota du Sud. Il accueille également des évènements sportifs.

## Histoire

### Origines
Le premier Mitchell Corn Palace fut fondé en 1892 par l'association immobilière de la région agricole de Mitchell (en anglais : Mitchell Corn Belt Real Estate Association), alors que Mitchell était encore une jeune ville de 12 ans et de 3 000 habitants. Cette association avait pour objectif d'attirer des entrepreneurs agricoles dans la région de James Valley et de Mitchell.
Quelques années plus tôt, les villes voisines de Sioux City et Plankinton, ainsi que plusieurs autres dans le Dakota du Sud et l'Iowa, avaient organisé un festival afin de célébrer les moissons. Chacune avait pour cela fait édifier un grand bâtiment décoré de mosaïques et de fresques fabriquées à partir de produits agricoles locaux. Cette fête avait été très avantageuse pour l'économie de ces villes et l'association immobilière de la région agricole de Mitchell avait regardé avec intérêt un projet de construction d'un monument semblable à Mitchell. Elle avait envoyé dans ce but des représentants à Sioux City qui avaient étudié les plans du bâtiment ayant servi à héberger le festival. Enchantée par ce qu'ils lui avaient rapporté, l'association avait engagé Alexander Rohe, un décorateur natif du Kansas, pour réaliser les décorations intérieures et extérieures du futur palais et elle avait fait commencer la construction, qui fut achevée en 1892.

### Corn Belt Exposition(1892-1904)
Le Corn Palace original, qui ouvrit ses portes le 28 septembre 1892, était à l'époque connu sous le nom de Corn Belt Exposition. Cette exposition était destinée à mettre en valeur la richesse du sol du Dakota du Sud et inciter les pionniers à s'y établir. Le bâtiment de l'époque avait une structure en bois et mesurait environ 18,3 m (60 pieds) de hauteur pour 30,5 m (100 pieds) de largeur. Il était construit sur la rue principale de Mitchell. Cette première exposition eut un grand succès et accueillit un grand nombre de visiteurs, notamment grâce à l'arrivée de la voie ferrée à Mitchell. Les retombées économiques furent très bénéfiques pour la ville et ses environs. Mitchell s'agrandit et put à nouveau tenir l'exposition l'année suivante, mais la sécheresse de 1893 la sabota et la faisant oublier jusqu'en 1900, date à laquelle la Corn Belt Exposition fut une nouvelle fois un grand succès. Elle fut alors renouvelée en 1902, puis en 1903 et en 1904.

### Corn Palace Festival(1905-1920)
En 1905, renommé Corn Palace Festival, le palais en bois fut démoli et entièrement reconstruit dans le style néo-mauresque, avec une taille d'environ 38,1 m (125 pieds) de hauteur et de 43,3 m (142 pieds) de largeur. En effet, en 1904, la ville de Mitchell avait lancé un défi à la ville de Pierre pour tenter de la remplacer en tant que capitale de l'État du Dakota du Sud. Mitchell comptait utiliser le Corn Palace pour se faire connaître et inciter les votants à la choisir. Malheureusement Mitchell ne fut pas désignée comme capitale, mais le nouveau palais continua à attirer de nombreux voyageurs et à stimuler l'économie de la région. Le Corn Palace de Mitchell était devenu l'unique bâtiment de ce genre aux États-Unis et s'était fait surnommer « The World's only Corn Palace ».

### Le palais de 1921 à nos jours

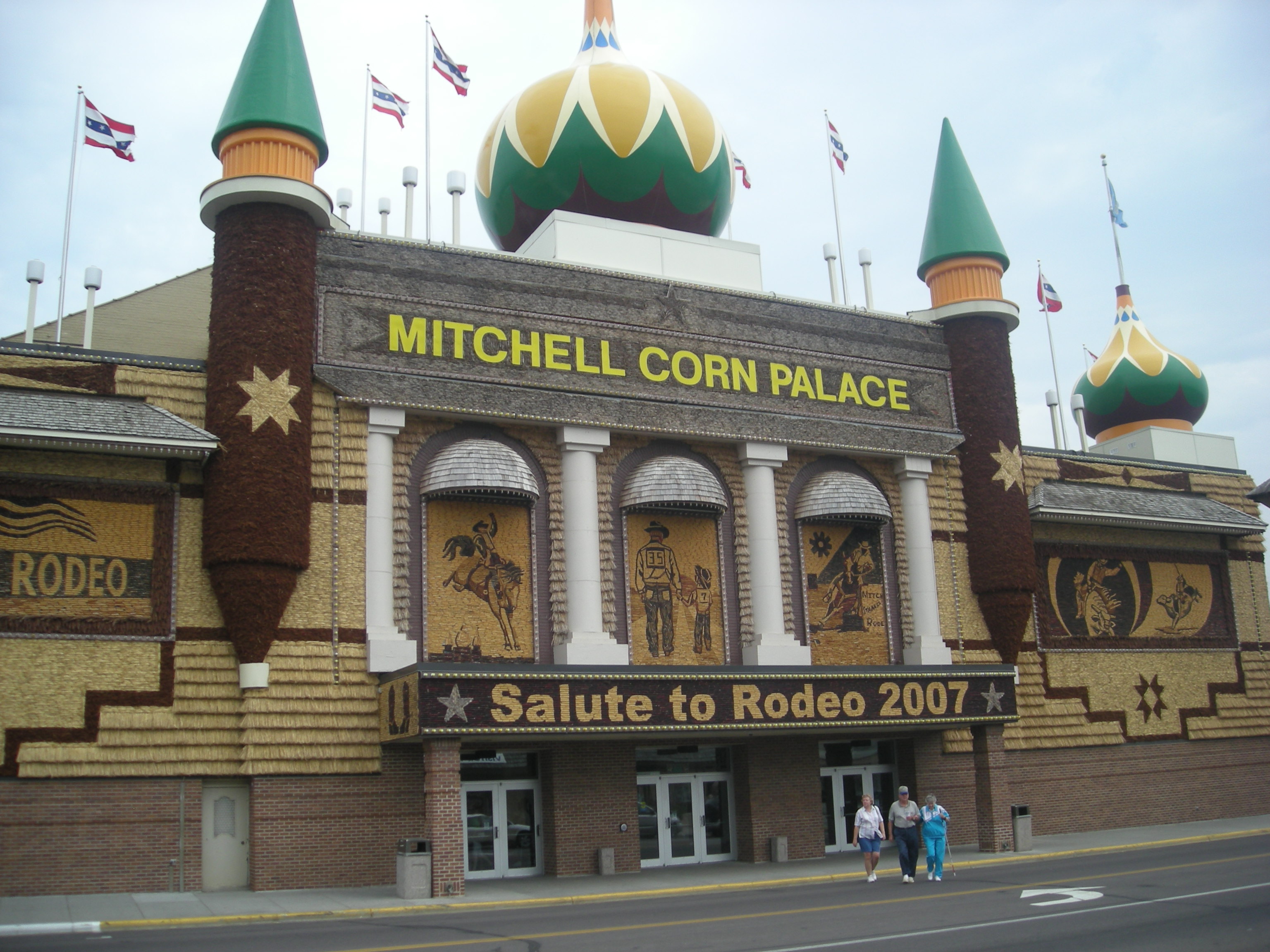
Le Corn Palace le 26 juillet 2007.

En 1921, le palais fut reconstruit une fois de plus sous la direction du cabinet d’architectes Rapp and Rapp, de Chicago, pour un coût de 200 000 dollars. Des panneaux décoratifs furent utilisés à l'extérieur, sur lesquels était représenté le thème de l'année. 
L'apparence définitive du palais ne fut atteinte qu'en 1937 par l'ajout des dômes, des minarets et des petites tours. Un système d'éclairage de nuit fut installé une dizaine d'années plus tard, après la guerre, pour un coût de 4 000 dollars. Un autre évènement fut marquant dans l'histoire du palais : le 21 juin 1979, un pyromane mit le feu au bâtiment, entraînant la destruction d'un des minarets et de deux tours, ainsi que de nombreux dommages dus à l'eau utilisée pour éteindre l'incendie. La réparation du palais coûta à la direction près d'un million de dollars, mais un nouveau système de sécurité fut installé.
En 2004, l’attention des médias fut attirée par le Corn Palace lorsqu’il reçut un financement de la sécurité intérieure américaine. Ce financement attira des critiques sur le département de la sécurité intérieure et son programme de subventions. En 2007, le palais reçut de nouveau 25 000 dollars de financement pour installer un système de caméras de surveillance destiné à protéger la visite du président des États-Unis, Barack Obama, en 2008, ainsi que, selon les autorités locales « une nouvelle statue de fibre de verre de la mascotte de Corn Palace, Cornelius », élevée en 2009. Cette statue se trouve en face de la rue principale de Mitchell, à l’ouest du palais.

## Entretien
Les peintures murales extérieures et les panneaux sont remplacés et redessinés chaque année selon un nouveau thème, pour un coût s'élevant en moyenne à 130 000 dollars. Les dessins sont réalisés par des artistes locaux. Ainsi, de 1948 à 1971, ce fut l’artiste Oscar Howe qui conçut les décorations, puis Calvin Schultz de 1977 à 2002. Depuis 2003, les peintures murales sont réalisées par Cherie Ramsdell, mais la grande sécheresse de 2006 empêcha la création de nouvelles décorations cette année-là.

## Activités
Le palais a servi de scène à de nombreux artistes et animateurs comme The Flavius Band (de Chicago), John Philip Sousa, Tennessee Ernie Ford, Lawrence Welk, le Honolulu Fruit Gum Orchestra, Crystal Gayle, et bien d'autres,. Le palais accueillit également des débats politiques comme celui de 1908 entre Jennings Bryan, William Howard Taft et Eugene Wilder Chapin, ou encore des discours, comme ceux, également en 1908, donnés par le secrétaire du commerce Herbert Hoover. Gutzon Borglum présenta en 1925 ses plans concernant le mont Rushmore au Corn Palace.
En plus d’être une attraction touristique, le palais est utilisé par la communauté locale pour des concerts, des évènements sportifs, des expositions et diverses animations communautaires. Une fête annuelle, The Corn Palace Festival, est organisée à Mitchell en l’honneur du palais. D'ordinaire, cette fête a lieu au moment de la récolte de septembre, mais elle a récemment été célébrée à la fin du mois d’août. Les autres évènements annuels du Corn Palace comprennent le Corn Palace Stampede Rodeo (en juillet) et le Corn Palace Polka Festival (en septembre). Le Corn Palace accueille les matchs de basket-ball des équipes scolaires Dakota Wesleyan University Tigers et Mitchell High School Kernerls.

## Galerie

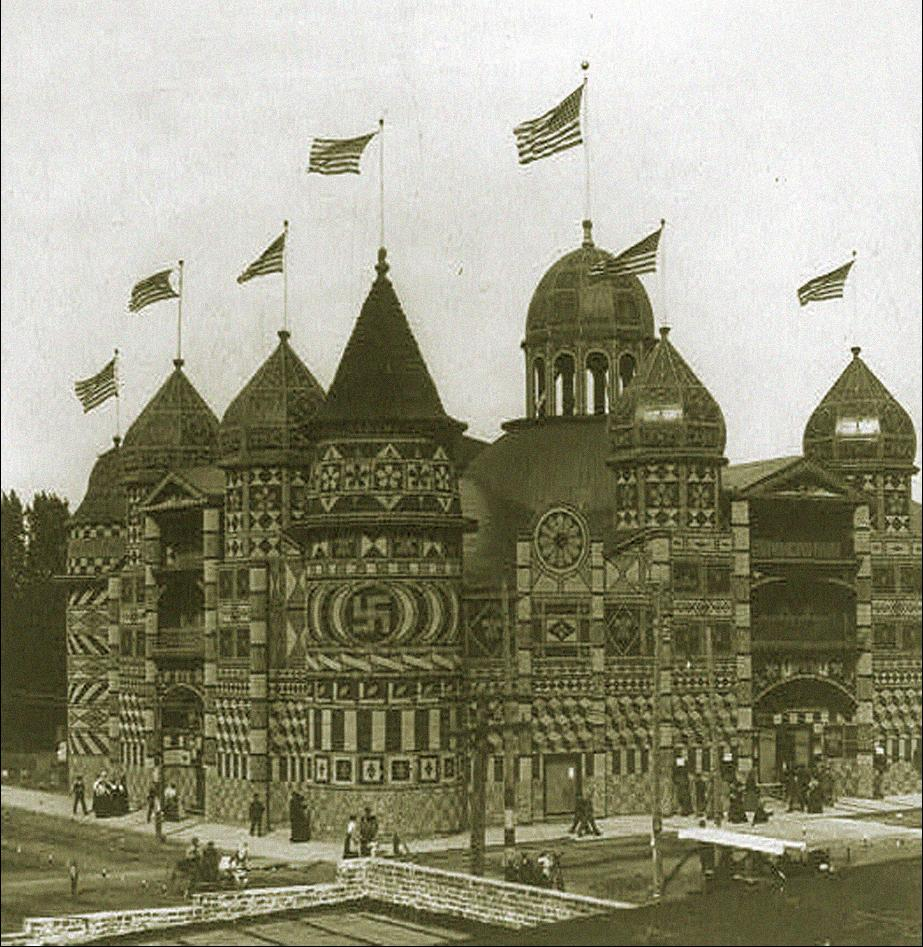
1907
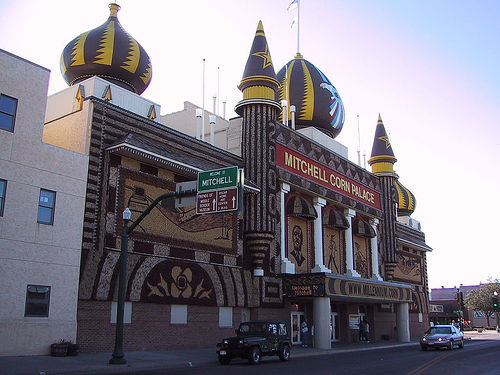
2000
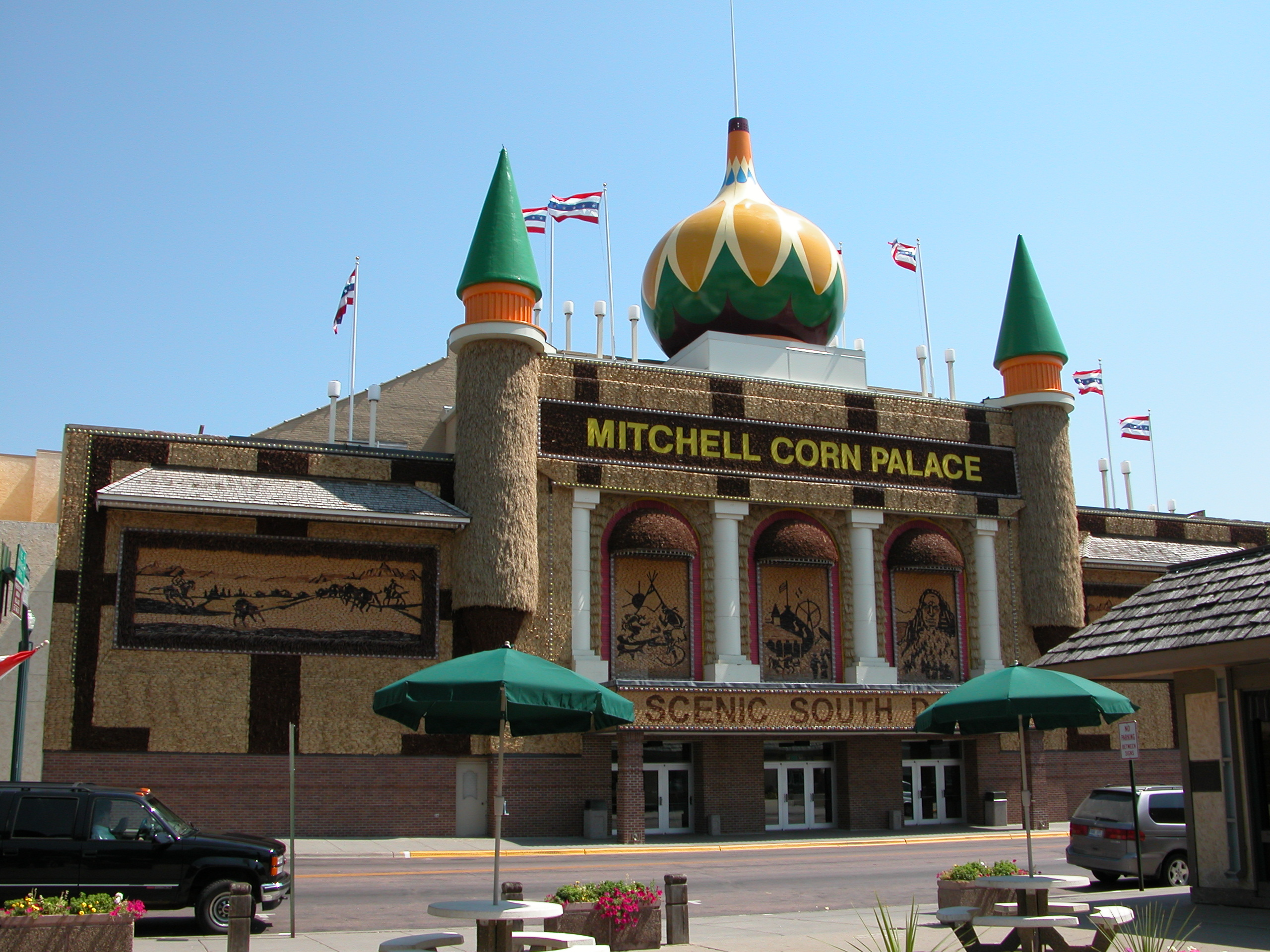
2003
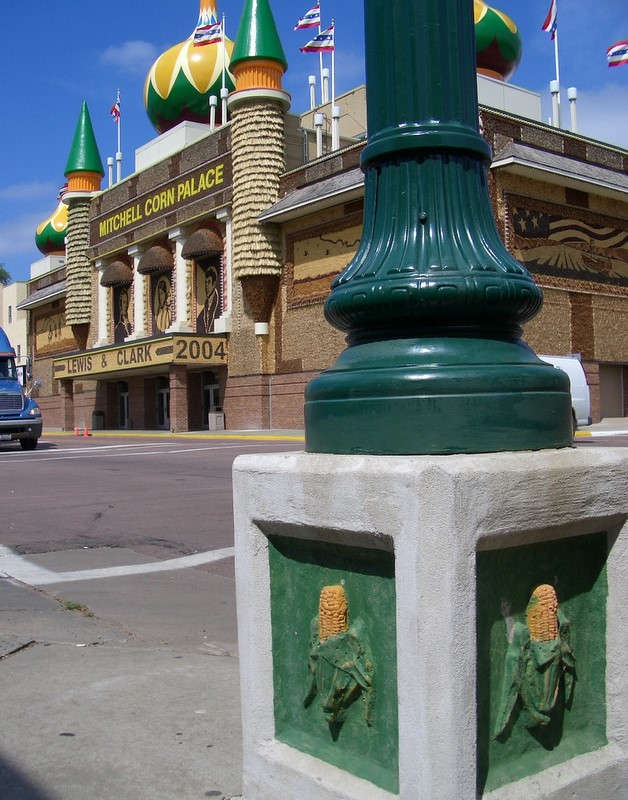
2004

## Sources

### Crédit d'auteurs
- Cet article est partiellement ou en totalité issu de l'article intitulé « Corn Palace (Dakota du Sud) » (voir la liste des auteurs).